# Чэнь Чунь
Чэнь Чунь (陳淳, 1482  — 1544) Сучжоу (Цзянсу) — китайский художник, каллиграф, поэт времен династии Мин, один из ведущих представителей живописной школы У.

## Биография

Чэнь Чунь родился в 1483 году в городе Чанчжоу (современный город Сучжоу, провинция Цзянсу). Чэнь Чунь происходил из  чиновничьей семьи и получил хорошее домашнее образование. Каллиграфии и живописи Чэнь Чунь учился у художника Вэнь Чжэнмина (в то время главного мастера «школы У»), став его любимым учеником и единомышленником. Но после того, как ученик увлекся даосизмом, их пути разошлись. В юности Чэнь Чунь успешно выдержал государственные экзамены, но отказался от служебной карьеры: семейное положение позволяло ему не только вести безбедное существование, но и оказывать финансовую помощь другим художникам. Щедрость Чэнь Чуня помогала утверждению его авторитета в школе У и в других творческих кругах Сучжоу.
Умер Чэнь Чунь у себя на родине в 1544 году.

## Творчество
Первоначально художник Чэнь Чунь находился под влиянием творчества мастеров эпохи Юань, в первую очередь художника Гао Кэ-гуна, затем он приступил к освоению традиций монохромного пейзажа — Шань-шуй (山水, «живопись гор и вод»), главным образом, по работам художника Ми Южена. Наиболее впечатляющих результатов Чэнь Чунь добился в жанре Хуа-няо (华鸟, «живопись цветов и птиц»), продолжая в нём стилистическую линию основателя «школы У» Шэнь Чжоу.  Чэнь Чунь использовал «бескостный» метод письма (мэй-ю хуа), состоявший в отказе от затушеванного контура и в активном применении розмивок. Кроме того, он реобразовал общепринятую монохромную художественную манеру письма, вводя в композиции картин голубой и темно-желтые цветовые оттенки.
На его картинах с изображениями цветов преобладает сдержанные краски в сочетании с богатыми полутонами туши. Экспрессию в изображении цветов Чэнь Чуня часто сравнивают с живописью художника Сюй Вея, что отразилось в китайском профессиональном фразеологизме «Байян ци тен» («белое солнце — зеленая лоза»).
Чэнь Чуню является автором произведений, хранящихся в Музее провинции Аньхой и Шанхайском художественном музее. Представление о технике его работ дают не только композиции малого формата, такие как, альбомные листы из серии «Мо хуаце» («Цветы, нарисованные тушью», 28х37 см, Шанхайский художественный музей), но и большие вертикальные свитки, такие как «Шаньча шуйсянь ту»(«Камелия и нарциссы», 136,1 х32, 6 см, бумага, тушь, Шанхайский художественный музей). Манера работ Чэнь Чуня привлекла к себе внимание местных художников его времени и ценителей искусства, которые признали её новацией в традиционной живописи.

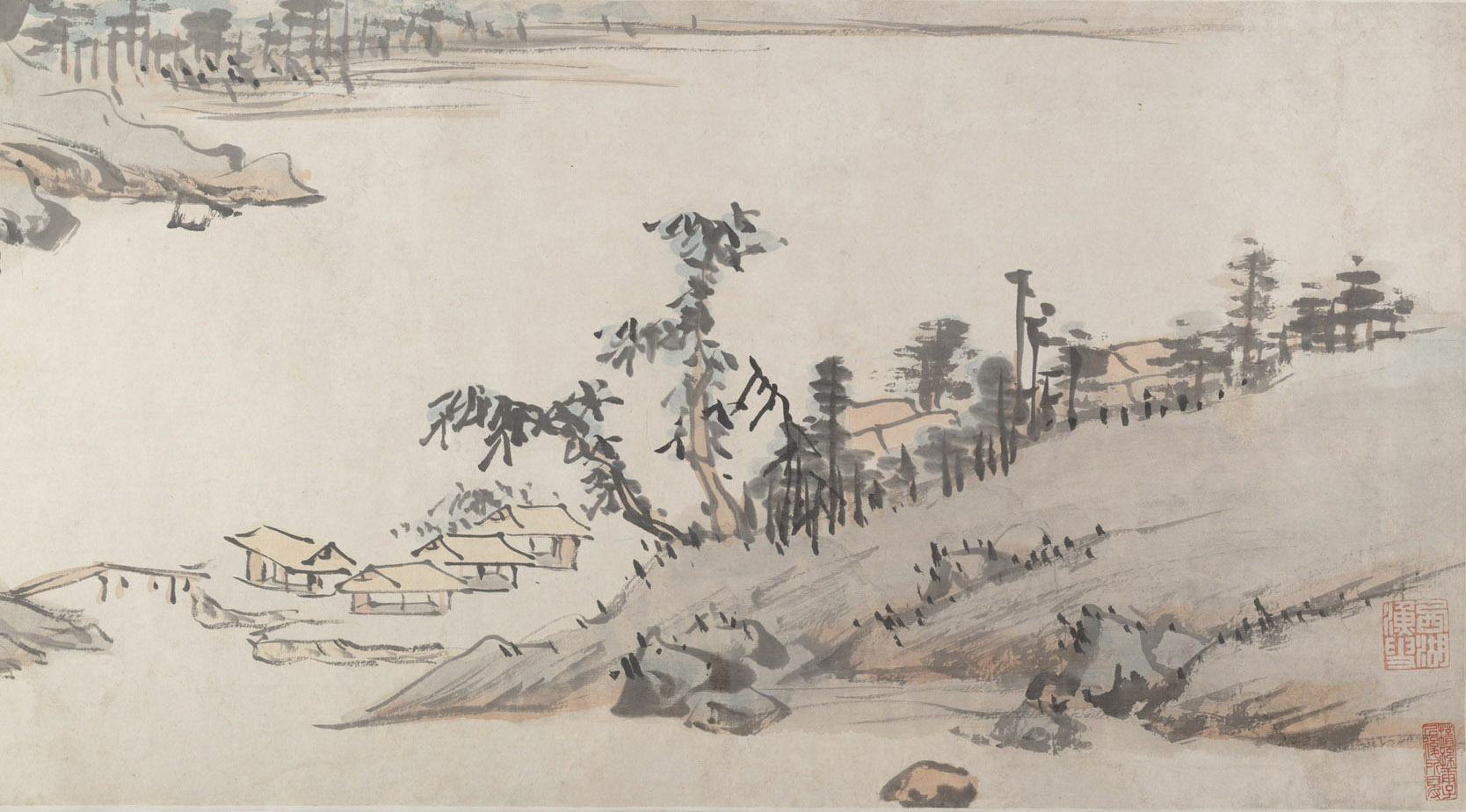
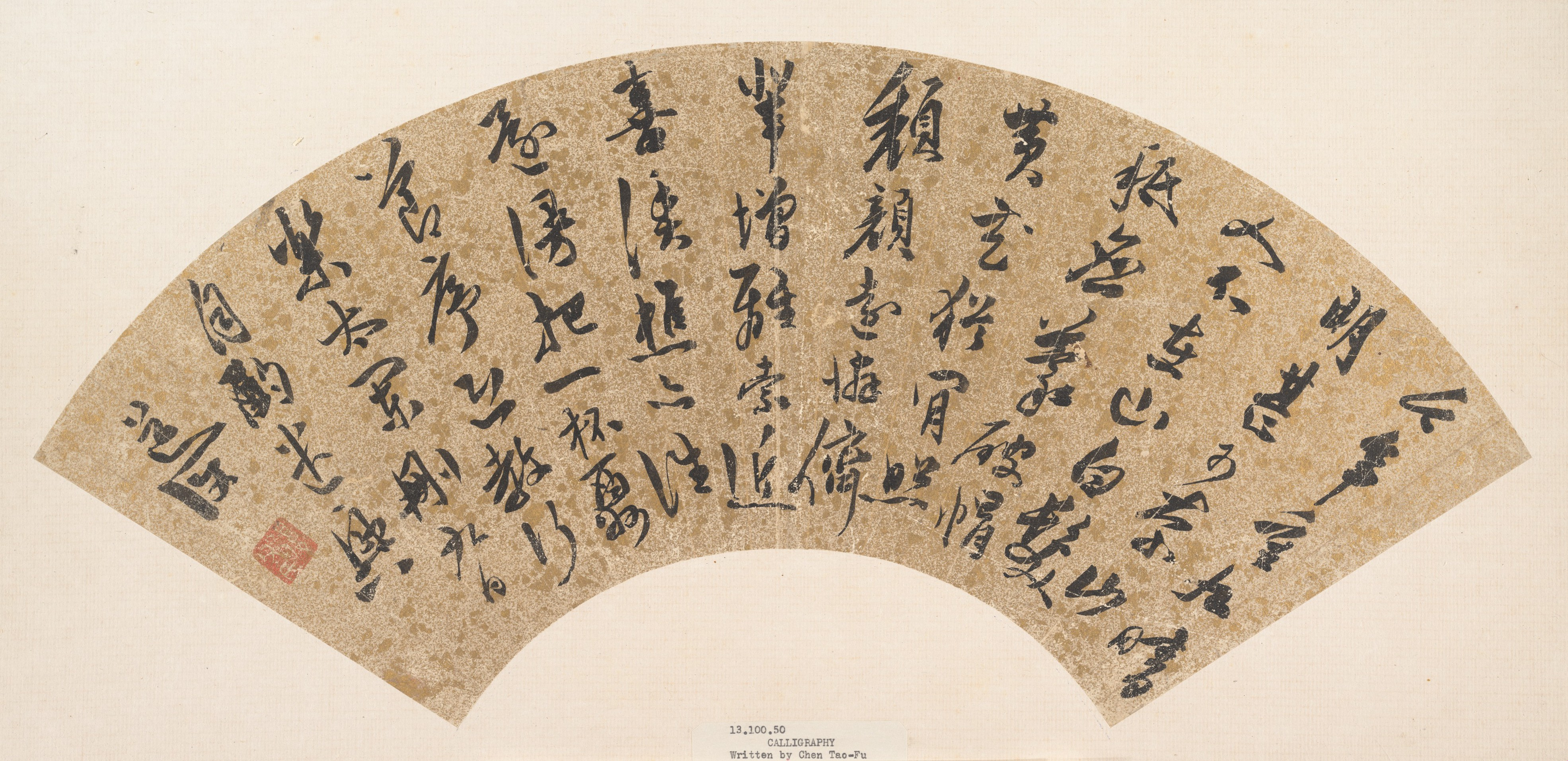
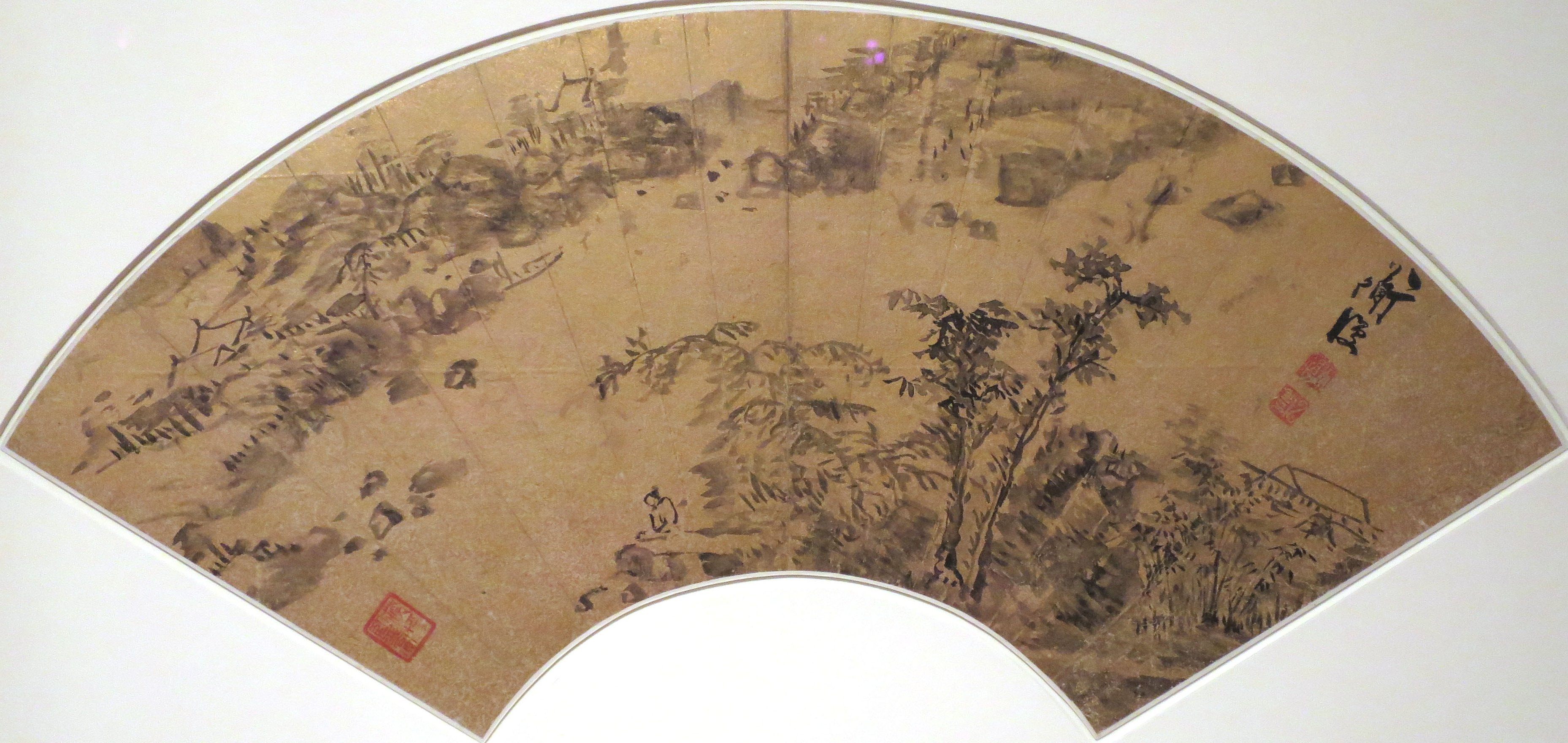
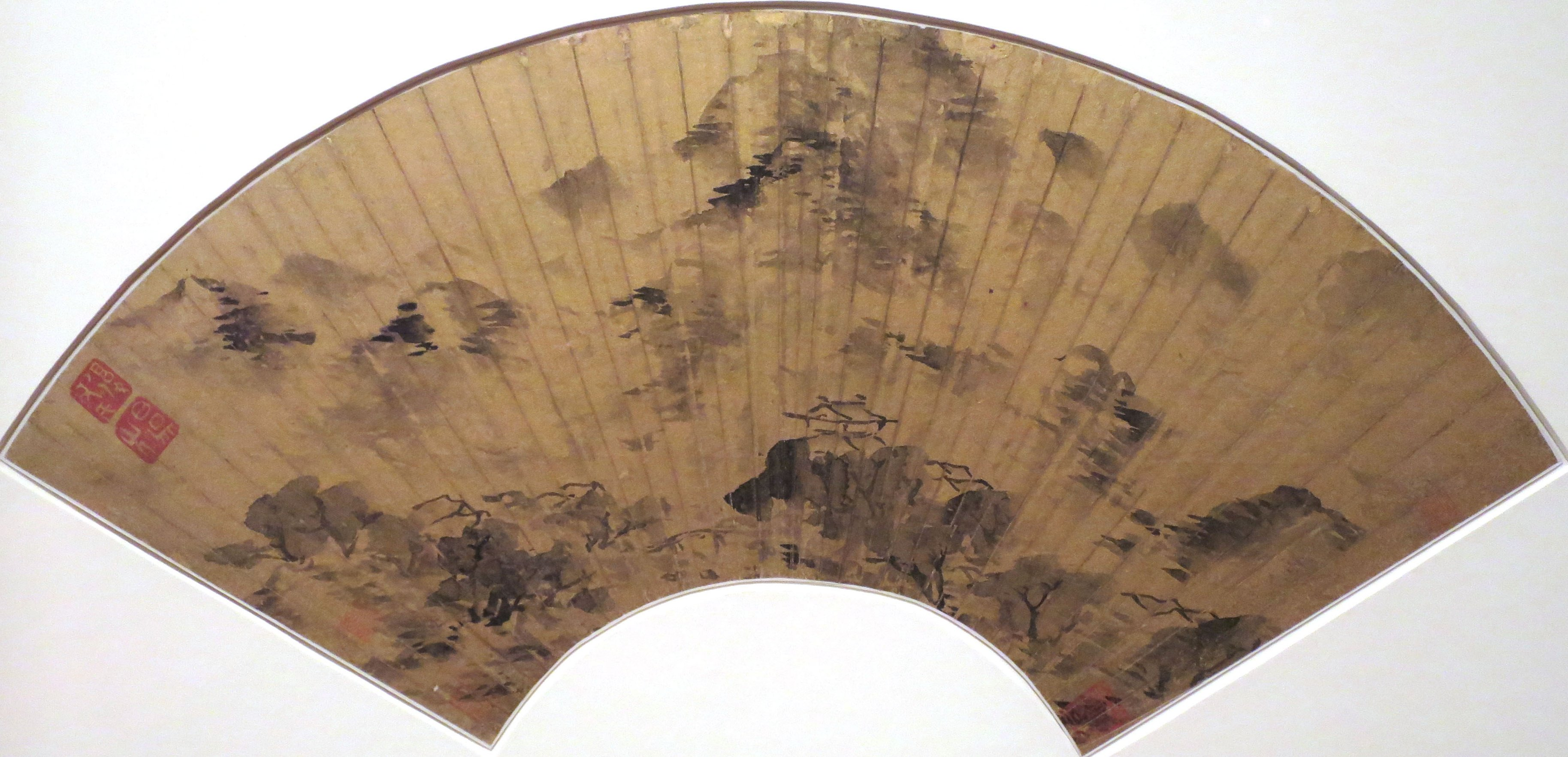

## Каллиграфия
Каллиграфическое творчество Чэнь Чуня представляет эксцентрическое направление. Художник работал в почерках "синшу" и "цаошу" . В манере письма большой скорописи его мастерство достигло вершин. В каллиграфии Чэнь Чунь является проложателем наследия китайских художников Су Ши и Ми Фу. Его мазки (ши) были чистые и мощные, а оттенки туши сильные и яркие. Часто взмахи кисти Чэнь Чуня сопровождались такими громкими возгласами, что современникам казалось, будто его неистовство не знает границ. Композиции мастера сравнивали со шквалистым ветром, качающим ветви старой сосны.
Применительно к его творчеству китайские знатоки применяли поговорку —  «зайти слишком далеко - все равно, что не дойти». Они отмечали, что композиции произведений Чэнь Чуня бывают чрезмерно разбросанными, а кисть местами выходит из-под контроля.